# Tandospirona
Tandospirona, também conhecida por metanopirona ou pelo nome comercial Sediel, é um antidepressivo com propriedades ansiolíticas utilizado na China e no Japão, onde é comercializado pela Dainippon Sumitomo Pharma. É membro da classe de drogas azapirona e está intimamente relacionado com outras azapironas, como a buspirona e a gepirona. 

## Usos médicos

### Ansiedade e depressão
A tandospirona é utilizada no tratamento da ansiedade, depressão e transtornos diversos, como transtorno de ansiedade generalizada e distimia. Para ambas as indicações, os efeitos terapêuticos começam a ser observados geralmente em algumas semanas, embora em doses mais altas tenham sido observadas respostas ansiolíticas mais rápidas. Também tem sido usado com sucesso como tratamento para bruxismo.

### Outros usos
A tandospirona também foi testada, com sucesso, como um tratamento adjuvante para sintomas cognitivos em indivíduos esquizofrênicos.

## Efeitos colaterais
Os efeitos adversos comuns incluem: 
- Tontura
- Sonolência
- Insônia
- Dor de cabeça
- Problemas gastrointestinais
- Boca seca
- Comprometimento da memória recente[1]

Os efeitos adversos com frequência desconhecida incluem: 
- Hipotensão (pressão arterial baixa)
- Disforia
- Taquicardia
- Mal-estar
- Deficiência psicomotora

Não é considerada uma substância viciante, mas sabe-se que pode produzir efeitos de abstinência (por exemplo, anorexia) em casos que ocorrem interrupção abrupta.

## Farmacologia
A tandospirona atua como um agonista parcial do receptor 5-HT1A potente e seletivo, com um valor de afinidade Ki de 27±5 nM e aproximadamente 55 a 85% de atividade intrínseca. Tem afinidade fraca e clinicamente insignificante com os rceptores 5-HT2A (1.300 ± 200), 5-HT2C (2.600 ± 60), α1 -adrenérgico (1.600 ± 80), α2 -adrenérgico (1.900 ± 400), D1 (41.000 ± 10.000) e receptores D2 (1.700 ± 300), e é essencialmente inativo nos receptores 5-HT1B, 5-HT1D, β-adrenérgicos, muscarínicos de acetilcolina, transportador de serotonina e receptor GABAA (todos > 100.000). Existem evidências de que a tandospirona tem atividade antagonista baixa, mas significativa, no receptor α2-adrenérgico por meio de seu metabólito ativo 1-(2-pirimidinil)piperazina (1-PP).

## Pesquisa
Em fevereiro de 2018, um estudo foi conduzido por pesquisadores da Universidade de Tecnologia de Queensland e publicado na revista Scientific Reports. Os pesquisadores descobriram que a tandospirona ajudou a reverter os déficits cerebrais causados pela exposição crônica ao álcool em ratos. O estudo foi o primeiro desse tipo e trouxe interesse pela droga para possível tratamento dos sintomas de abstinência do álcool.

## Sociedade e cultura
A tandospirona também é conhecida como metanopirona.